# Casque « à la romaine »
Le casque « à la romaine » - dit aussi casque « à l'antique » ou « à la Minerve » - est un type de casque militaire qui fit son apparition à la Renaissance mais qui fut surtout popularisé à partir de la seconde moitié du XVIIIe siècle et au XIXe siècle, en particulier lors des guerres napoléoniennes. La forme de ce type de coiffure était censée évoquer celle des casques de parade à cimier des officiers des légions romaines.
La forme générale de ces casques est celle d'une bombe en cuir bouilli ou en métal agrémentée d'une visière et d'un court couvre-nuque et surmontée d'un cimier. Aux XVIIIe et XIXe siècles, ces cimiers furent ornés d'une crinière ou d'une chenille en fourrure, les casques étant dotés de jugulaires en écailles ou anneaux métalliques.
À partir des années 1840, les casques « à la romaine » en service dans la plupart des armées européennes - et notamment les corps de cavalerie lourde - furent remplacés par diverses variantes du casque à pointe allemand. L'armée française conservera des casques de ce type jusqu'au début de la Première Guerre mondiale.

## Origines

### La bourguignotte italienne « à l'antique » de la Renaissance
Apparue au XVIe siècle, elle reste utilisée jusqu'au XVIIe siècle, aussi bien par l'infanterie que la cavalerie.
Son architecture n'est pas sans rappeler celle du casque du légionnaire romain : « la bourguignotte se reconnaît à plusieurs éléments : son « avance » ou visière horizontale, ses « jouées », « oreillons » ou « garde-joues » et son couvre-nuque bien marqué. À l'instar de l'armet du guerrier bien né, ce casque très fonctionnel s'agrémentera peu à peu d'une crête discrète puis d'un cimier de plus en plus volumineux ».
Le musée de l'Armée conserve dans ses collections une bourguignotte italienne à l'antique d'apparat ayant appartenu au roi Henri II.

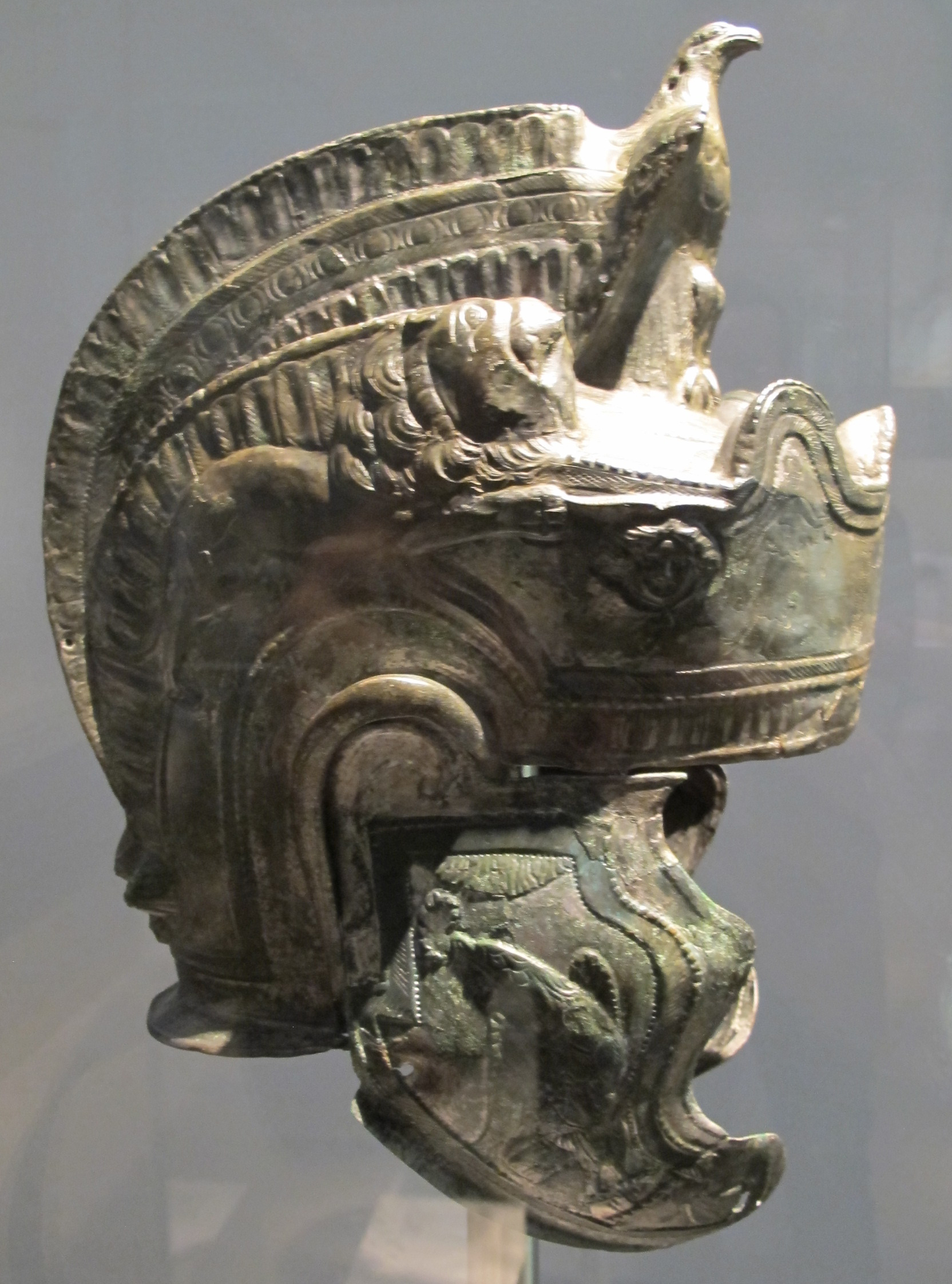
Casque de parade romain (circa IIe siècle av. J.-C.) conservé au Germanisches Nationalmuseum de Theilenhofen.
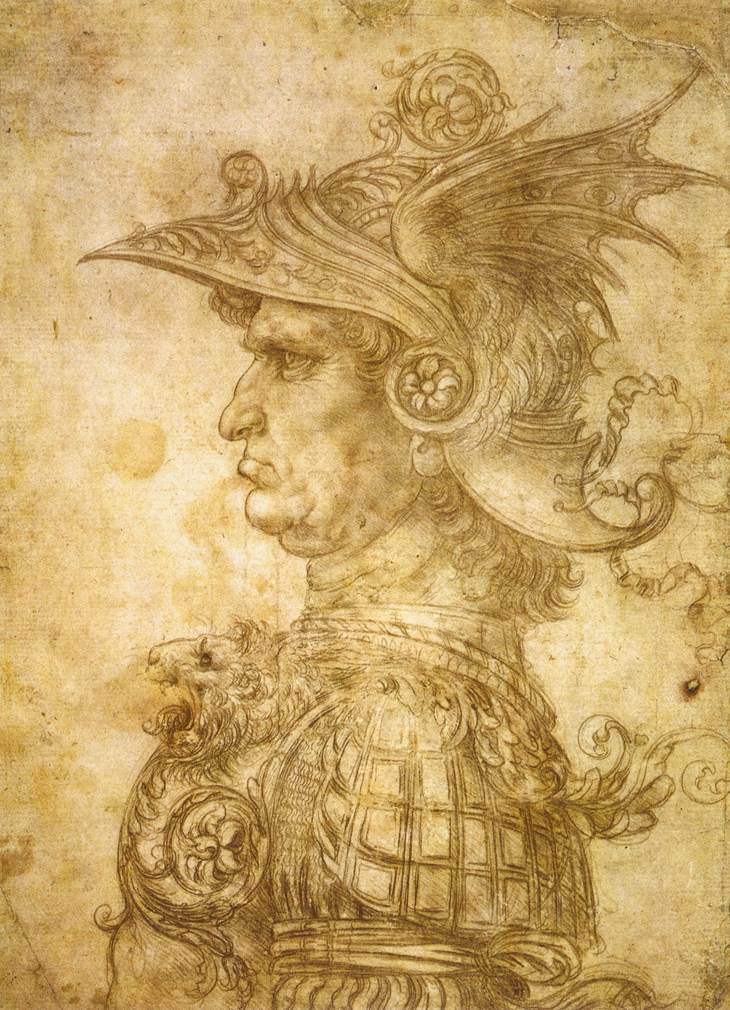
Profil de Condottiere, coiffé d'un casque à l'antique par Léonard de Vinci, 1472.
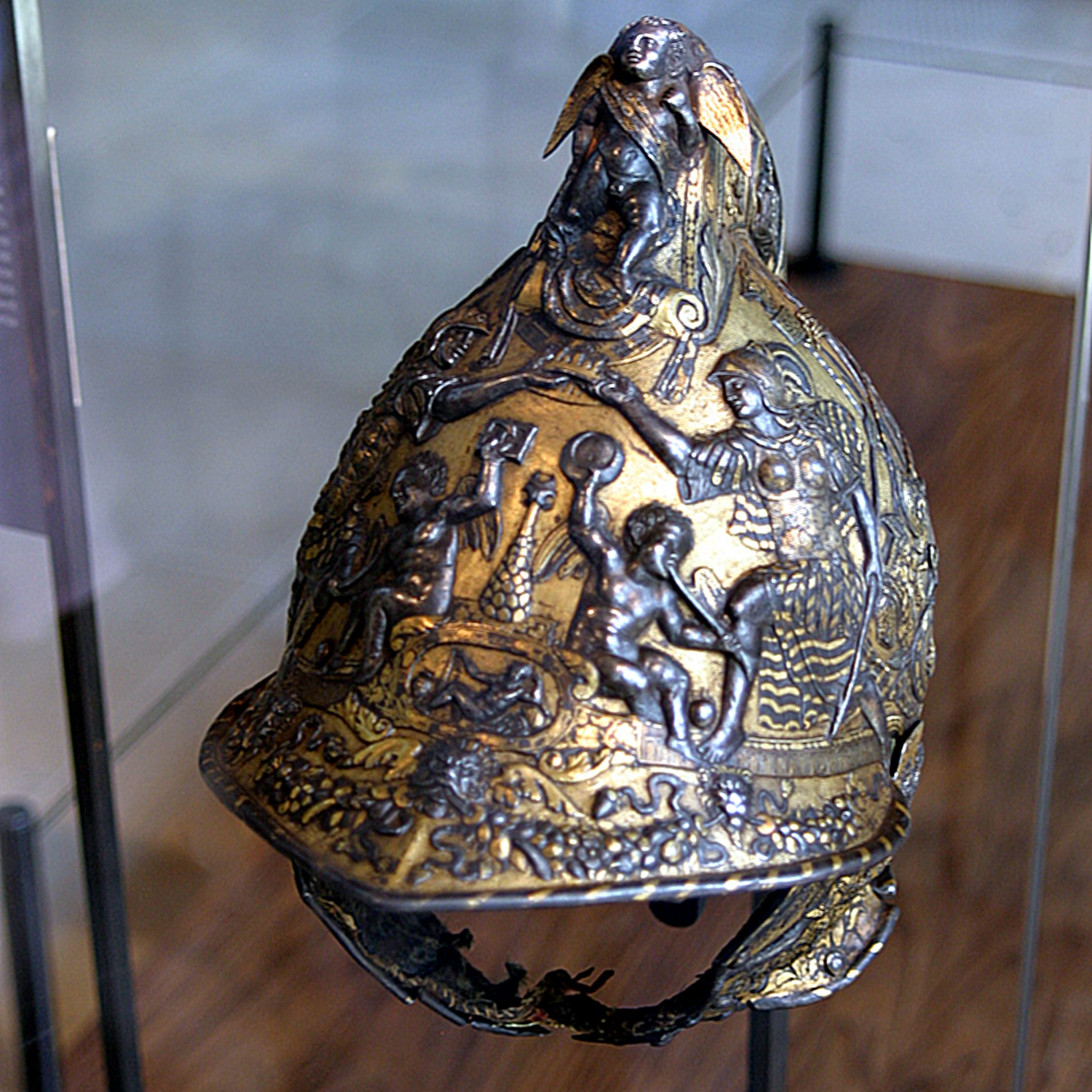
Bourguignotte italienne à l'antique du roi Henri II conservée au musée de l'Armée. Première moitié du XVIe siècle.
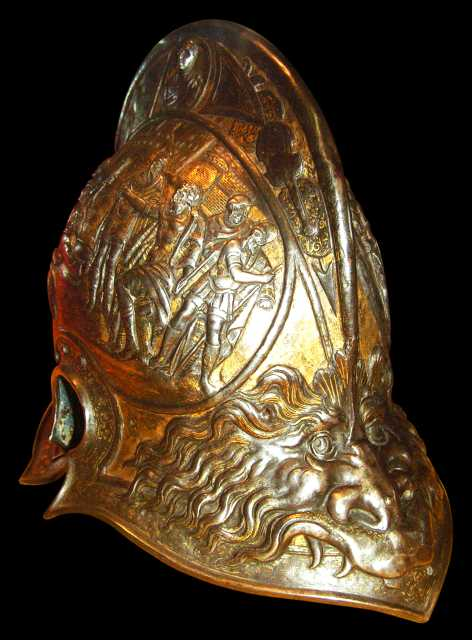
Bourguignotte damasquinée, milieu XVIe siècle.

### Casques militaires auXVIIIesiècle
« Pendant des siècles, tous les hommes d'armes ont été coiffés d'un casque métallique pour protéger leurs têtes des coups de sabre ou d'épée. La mise en service des armes à feu fit juger cette protection illusoire et, à l'exception de quelques régiments de cavalerie, le casque disparut presque complètement de l'uniforme militaire. Au début du XVIIIe siècle cependant, le maréchal de Saxe en réclamait le retour .. »

— Georges Dilleman, Les casques d'artillerie 1902-1914
Au début du XVIIIe siècle, les armées européennes ont abandonné le casque au profit des bicornes et tricornes pour la cavalerie et l'infanterie, de la mitre ou du bonnet d'ourson pour les grenadiers ou encore des bonnets de fourrure, pokalems ou mirlitons pour les dragons, hussards et autres corps de cavalerie légère.

#### France
« Les casques à la romaine, font un si bel ornement, qu'il n'y en a point qui lui soit comparable »

— Maréchal de Saxe

« Le casque, précieux contre les armes blanches, était aisément traversé par les balles, aussi fut-il supprimé par Louvois, en même temps que toute l’armure, et remplacé par le chapeau de feutre.

Cependant quelques corps de cavalerie le portaient encore sous Louis XV ; mais ce n’était plus le beau casque du Moyen Âge si bien approprié à son but, mais un lourd et disgracieux casque à l’antique, dit casque à la Schomberg, que portent encore, plus ou moins modifié, les dragons, les cuirassiers, les gardes républicains à cheval et beaucoup de pompiers de province. »

— La Science illustrée, Salades et Armets
Une ordonnance royale du 21 décembre 1762 redéfinit l'uniforme des dragons pour lui donner l'allure qu'ils présenteront jusqu'à l'époque du Second Empire: le corps troque l’habit rouge pour l’habit vert et adopte, en lieu et place du pokalem et des bonnets, un casque  semblable à celui des « dragons volontaires de Schomberg » (ex « Légion des Volontaires de Saxe »), une manière de casque « à l'antique » constitué d'une bombe en cuivre surmontée d'un cimier agrémenté d'une crinière, ornée d'un bandeau en fourrure mais dépourvue de visière et de couvre-nuque, qui prendra d'ailleurs le nom de « casque à la Schomberg ». Jusqu'à la fin des années 1780, les régiments de dragons seront les seules unités « régulières » de l'armée française dotées du casque, les premiers régiments « cuirassés » portant encore le chapeau. 
Le règlement de 1786, qui fixe l'uniforme de l'infanterie française, donne aux fusiliers des 1er régiment - ex « Picardie » devenu « Colonel général » - et  « Régiment du Roi » (23e) un casque « à la romaine » similaire à celui des dragons du modèle 1780,.

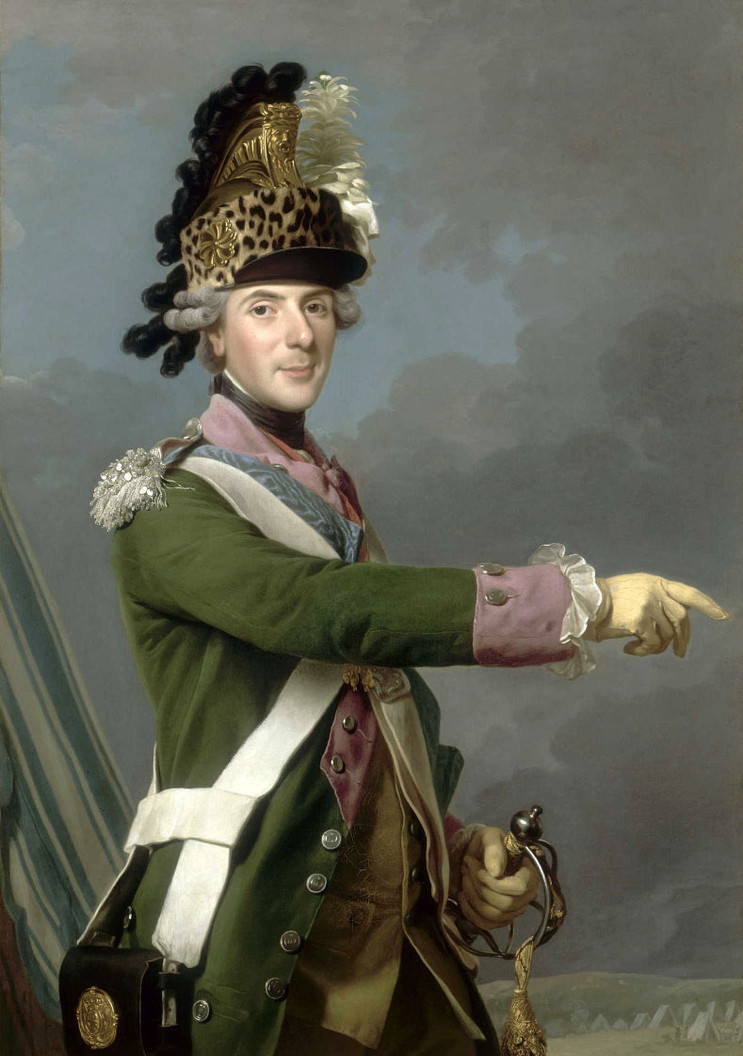
Louis, dauphin de France en uniforme de colonel général des dragons. Seconde moitié du XVIIIe siècle.
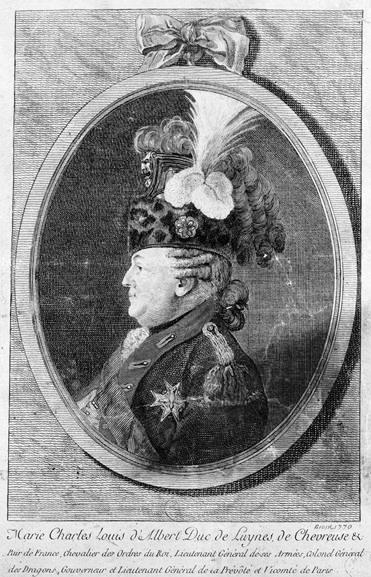
Marie-Charles-Louis d'Albert, duc de Luynes et de Chevreuse, pair de France et colonel général des dragons, coiffé du casque « à la Schomberg » (1770).
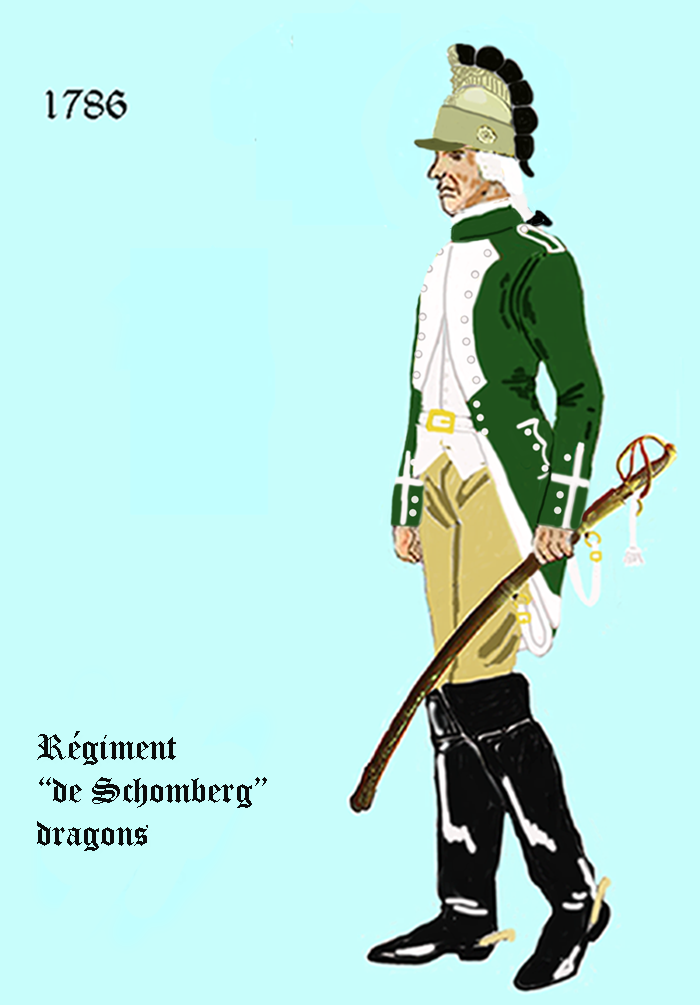
Uniforme et casque des dragons de Schomberg en 1786.
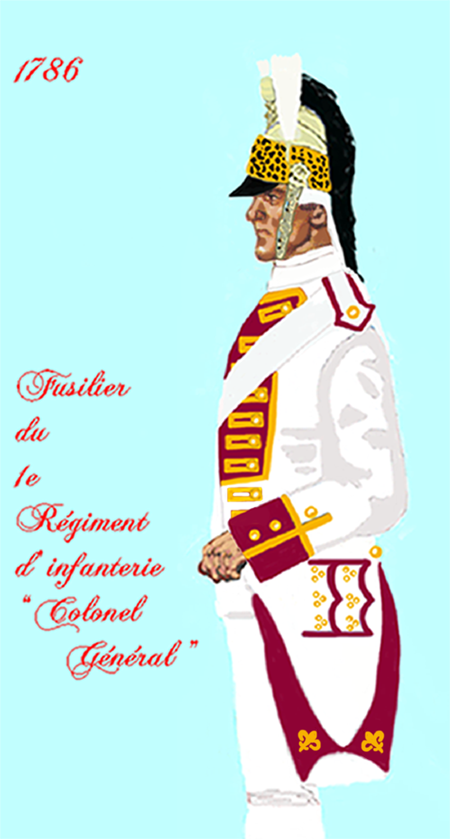
Uniforme du 1er régiment d'infanterie « Colonel-Général », selon l'ordonnance de 1786.

#### Europe
Lors de la guerre de succession de Bavière (1778-1779), une « milice impériale » fut levée en la cité de Francfort-sur-le-Main. Le Journal politique  ou Gazette des gazettes, dans sa livraison de la première quinzaine d'octobre 1778, en donne ainsi la tenue : « l'uniforme est rouge, paremens & collet de velours noir, vestes et culottes jaunes, bottines à la hongroise, & casque à la romaine »
Dans le bref conflit qui opposa les éphémères États belgiques unis, nés de la révolution brabançonne, à l'Autriche en 1789-1790, le régiment des « volontaires à cheval de Bruxelles » et celui des « volontaires brabançons » de même que les dragons du « régiment de Namur » de l' « armée des patriotes » belge portèrent des casques de ce type agrémentés de bandeaux, plumets et chenilles aux couleurs nationales noir, jaune et rouge,,,.

## Casques «à la romaine» auXIXesiècle
« Les différents peuples de l'Europe ... avaient, en général, avant nos guerres de la Révolution, abandonné l'usage du casque. En France, une seule espèce de troupe (les dragons) l'avaient conservé. Toutes les autres étaient coiffées du ridicule chapeau. C'était sans motifs plausibles que cet usage avait prévalu, surtout pour les troupes à cheval, qui, combattant le plus ordinairement avec le sabre, ont besoin d'une armure qui garantisse la tête de l'effet de ces sortes d'armes. Aussi l'expérience de la guerre a-t-elle fait rétablir le casque comme coiffure de la grosse cavalerie, et le même motif devrait le faire rétablir pour toutes les autres troupes à cheval, auxquelles il ne serait pas moins utile qu'à la grosse cavalerie et aux dragons. Plusieurs peuples de l'Europe ... ont aussi réadopté le casque pour coiffure de leur infanterie, et en cela la raison militaire est pour eux. C'est le cuir bouilli que l'on emploie ordinairement dans leur confection: il serait meilleur d'y employer le fer ou le cuivre »

— Général Allix
Au début du XIXe siècle, à l'époque des guerres napoléoniennes, de nombreux pays européens adoptèrent ce type de coiffure militaire.

### France
En France, au début du siècle, le terme désigne entre autres le casque porté par la cavalerie lourde et notamment les carabiniers. Napoléon « en fit, en 1809, une espèce particulière de cuirassiers. L'ancien uniforme - modeste - fut remplacé par un habit blanc, une double cuirasse en acier recouvert d'une feuille de cuivre et un casque à la romaine. Ce casque de forme très spéciale ... consistait en une bombe en cuivre jaune à laquelle étaient adaptés par des rivets une visière et un couvre-nuque également en cuivre. Cet ensemble était surmonté d'un haut cimier de cuivre jaune orné d'une épaisse chenille en crin écarlate ». Le casque des dragons quant à lui connaîtra sous l'Empire une évolution dans sa forme, la bombe s'inclinant et s'allongeant vers l'arrière et la visière s'inclinant légèrement vers l'avant dans le prolongement de l'angle formé par la bombe. Ce nouveau modèle portera le nom de « casque à la Minerve » en référence aux représentations de la déesse romaine de la guerre dans la statuaire antique et néo-classique. Ce modèle de casque de dragon restera en service jusque dans les années 1840.
Dans l’édition de 1820 de l’Annuaire de l'état militaire de France publié par le ministère de la Guerre, il est donné cette description de l'uniforme du régiment des Carabiniers de Monsieur sous la Seconde Restauration : « habit blanc; collet, paremens (sic) et pattes de paremens cramoisis, boutons blancs; casque à la romaine, crinière en chenille rouge ». Les mousquetaires de la Garde royale, entre autres unités de ce prestigieux corps, furent également coiffés d'un casque de ce modèle.
Les armées françaises qui servirent sous les divers régimes qui marquèrent l'histoire de France tout au long du XIXe siècle conservèrent ce type de coiffe pour leurs régiments de dragons, de cuirassiers et de carabiniers, tout comme l'escadron des cent-gardes sous le Second Empire.

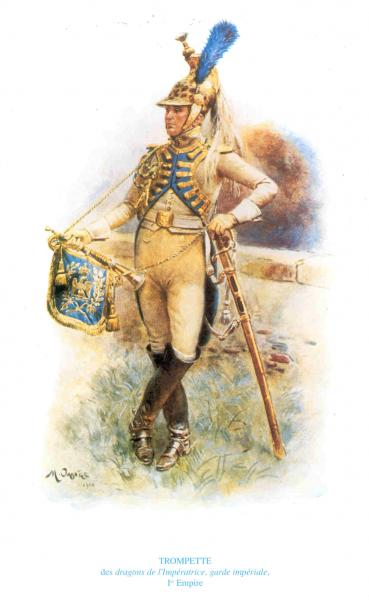
Trompette des dragons de la Garde impériale coiffé du « casque à la Minerve ». Aquarelle de Maurice Orange.
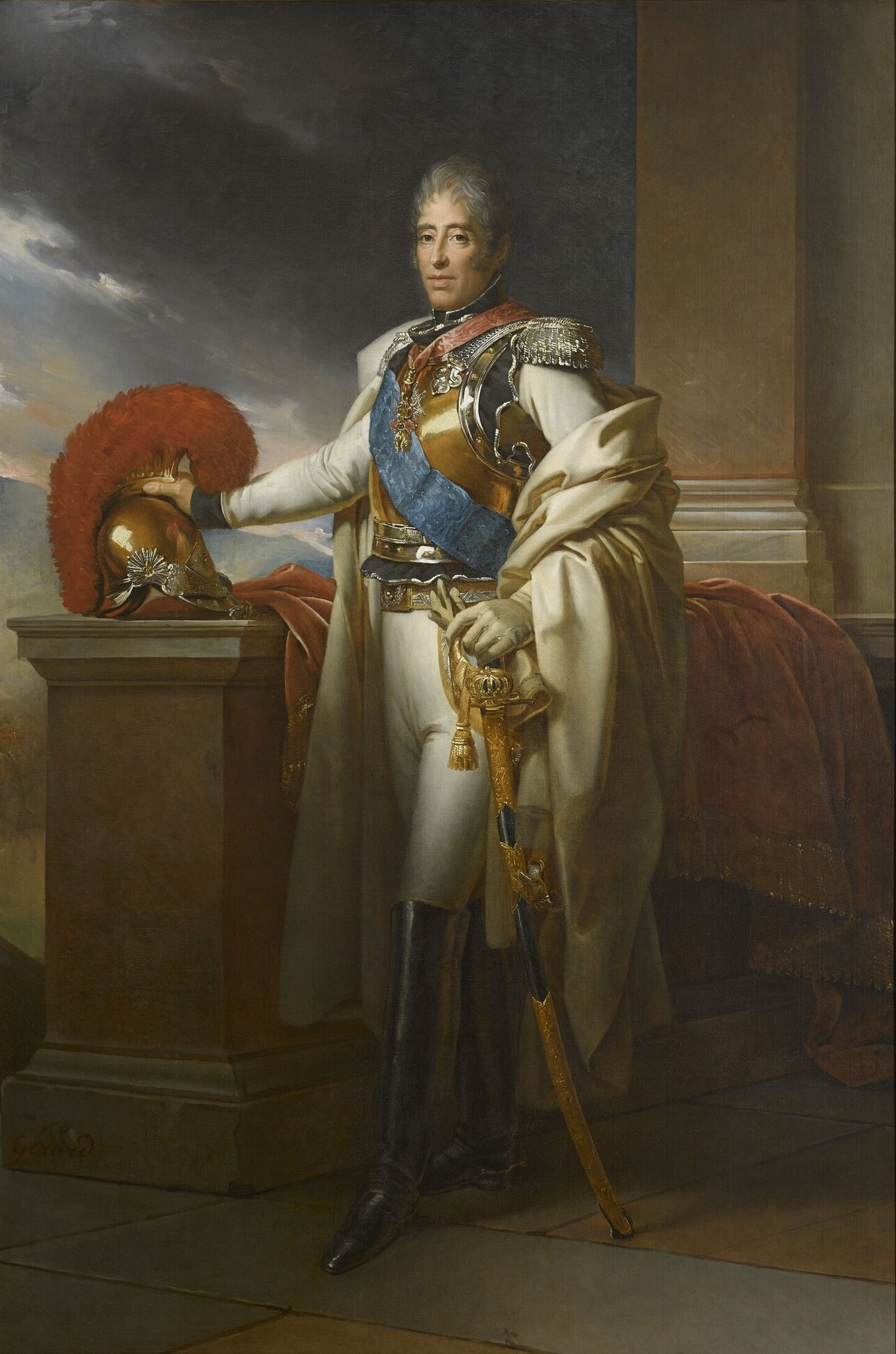
Charles-Philippe de France, futur Charles X en uniforme de colonel-général des carabiniers.
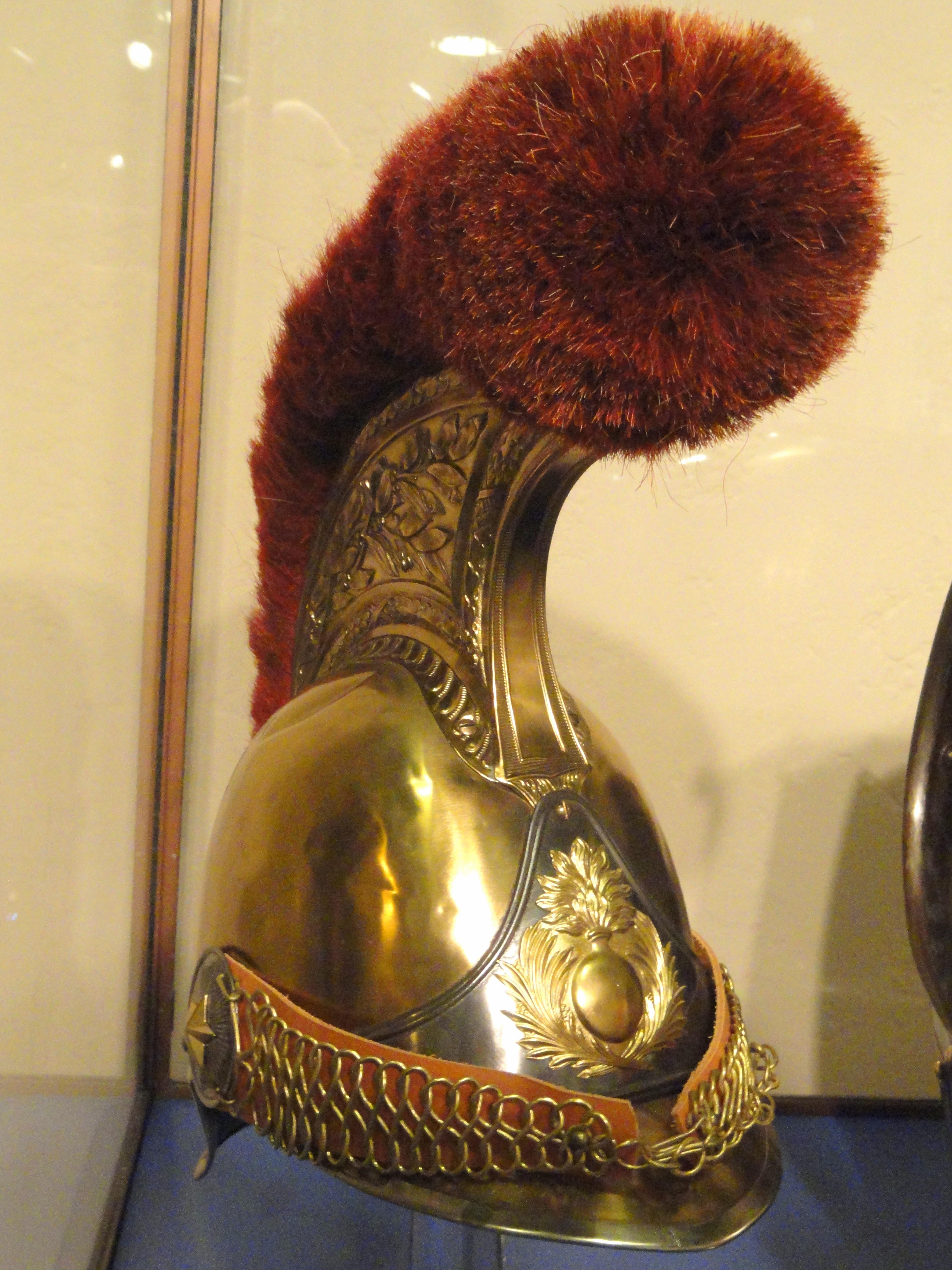
Casque de carabinier français en 1863-1865.
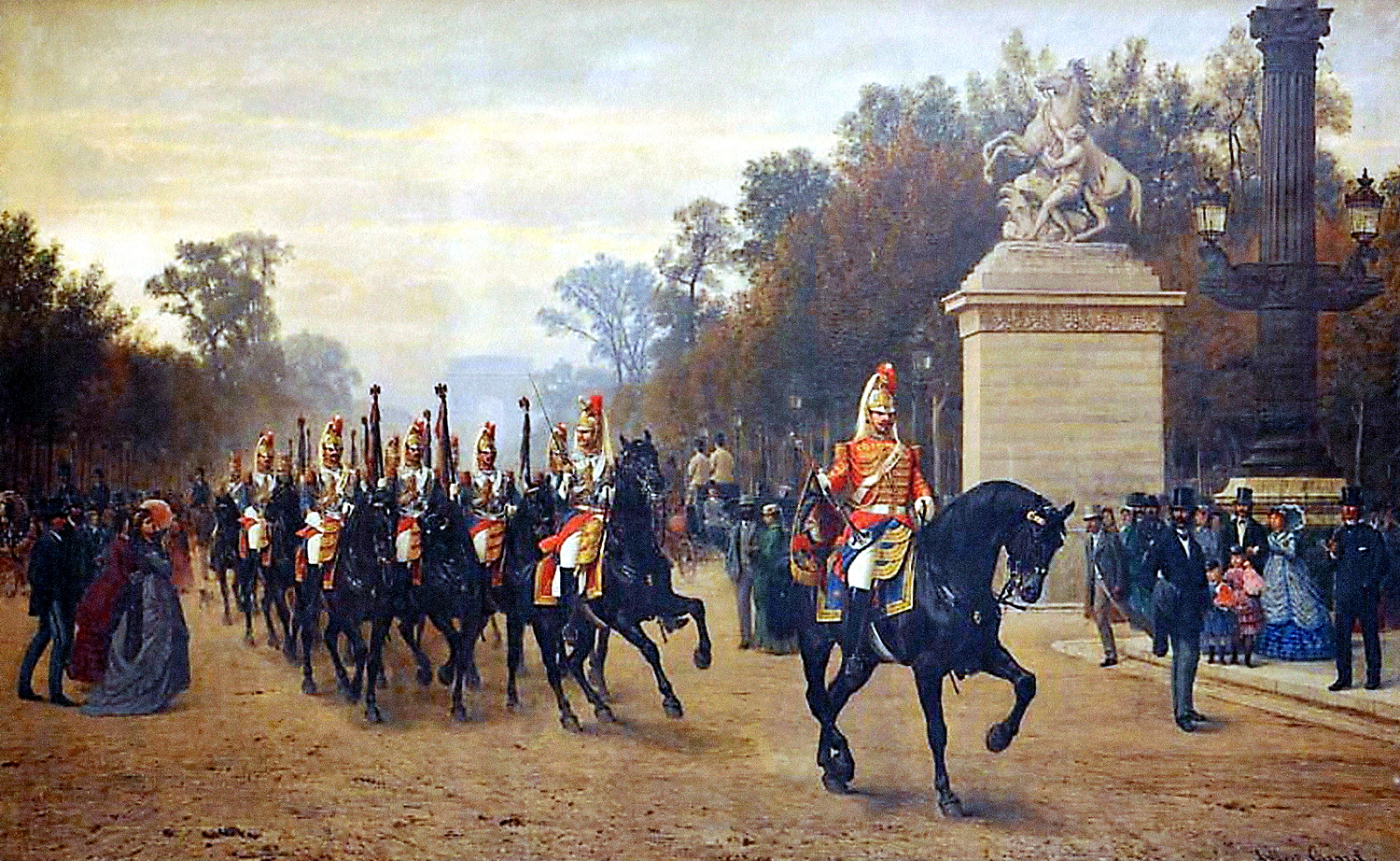
Défilé des cent-gardes sous le Second Empire.

### Amérique latine

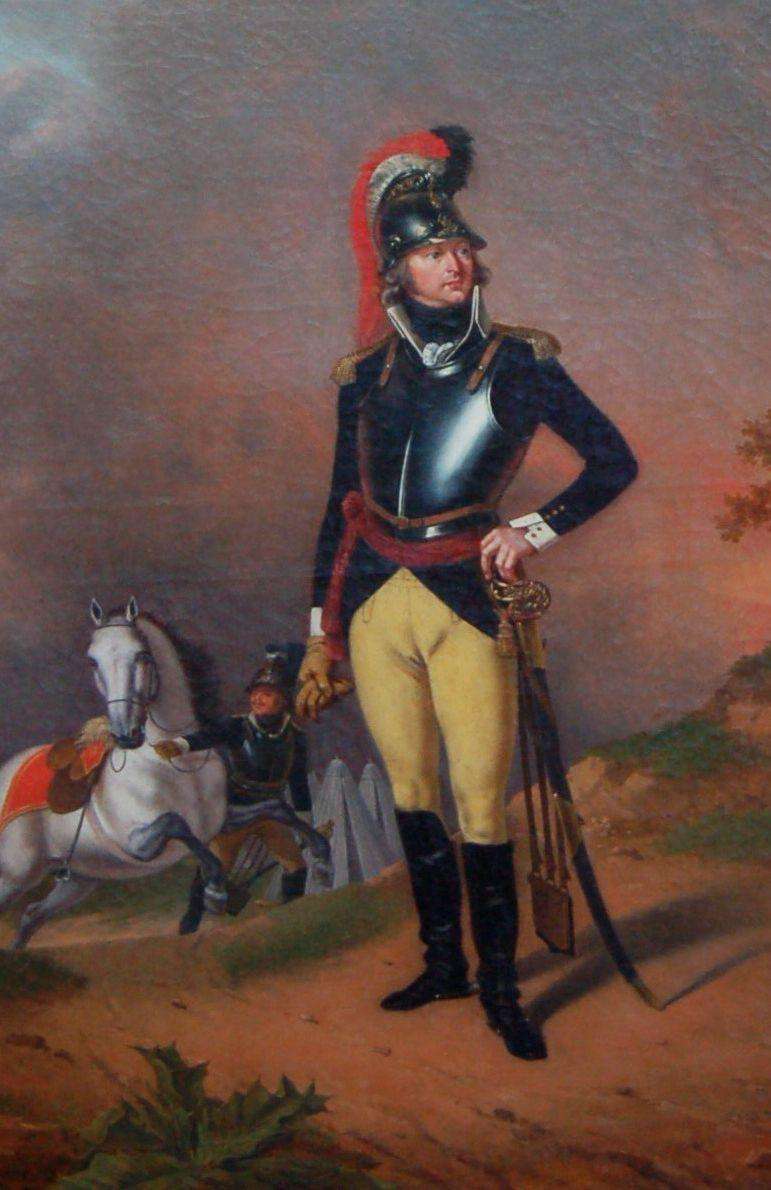
Pierre d'Almeïda, marquis d'Alorna, commandant du Regimento de Cavalaria de Évora  (armée portugaise).
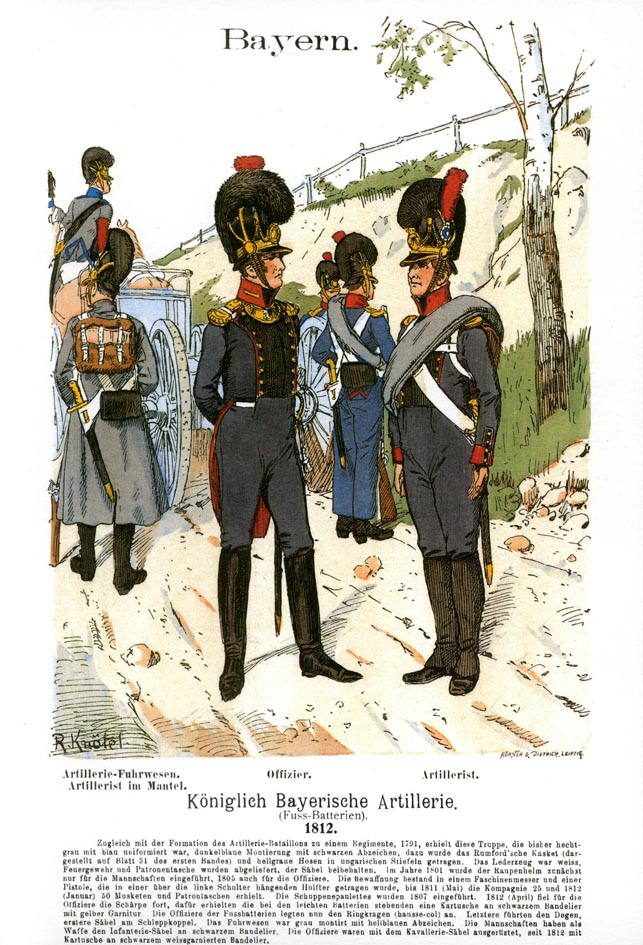
Artillerie du Royaume de Bavière en 1812 d'après Richard Knötel.
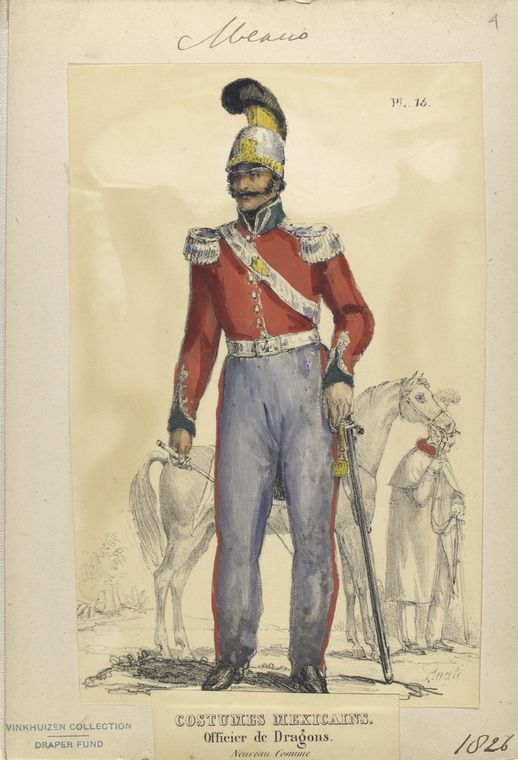
Officier de dragons mexicains en 1826.
Cavalerie brésilienne en 1888.

## Casques « à la romaine » dans l'armée française à la fin duXIXesiècleet au début duXXesiècle
L'armée française va conserver ce type de casque pour le service actif jusqu'à la Première Guerre mondiale avant l'adoption généralisée du casque Adrian, seule la cavalerie de la Garde républicaine conservant, pour ses missions d'honneur, le casque « à la romaine » après 1918 et ce jusqu'à nos jours. La Belle Époque verra ainsi la mise en service dans la cavalerie, la gendarmerie et l'artillerie (1902-1912) des derniers descendants des casques « à la romaine » hérités du Premier Empire.

### Cavalerie
Jusqu'en 1910, seuls les cuirassiers et les dragons étaient coiffés du casque. En 1910, un casque d'un modèle plus sobre et léger, au cimier plus bas, fut adopté pour la cavalerie légère (chasseurs à cheval et hussards), modèle qui connaîtra diverses évolutions jusqu'au déclenchement de la Grande Guerre.

### Artillerie
En 1902, l'artillerie va se voir dotée d'une version très simplifiée du casque « à la romaine » se réduisant à une bombe métallique dotée d'une visière et d'un couvre-nuque courts. Cette coiffure restera en service jusqu'en 1914,.

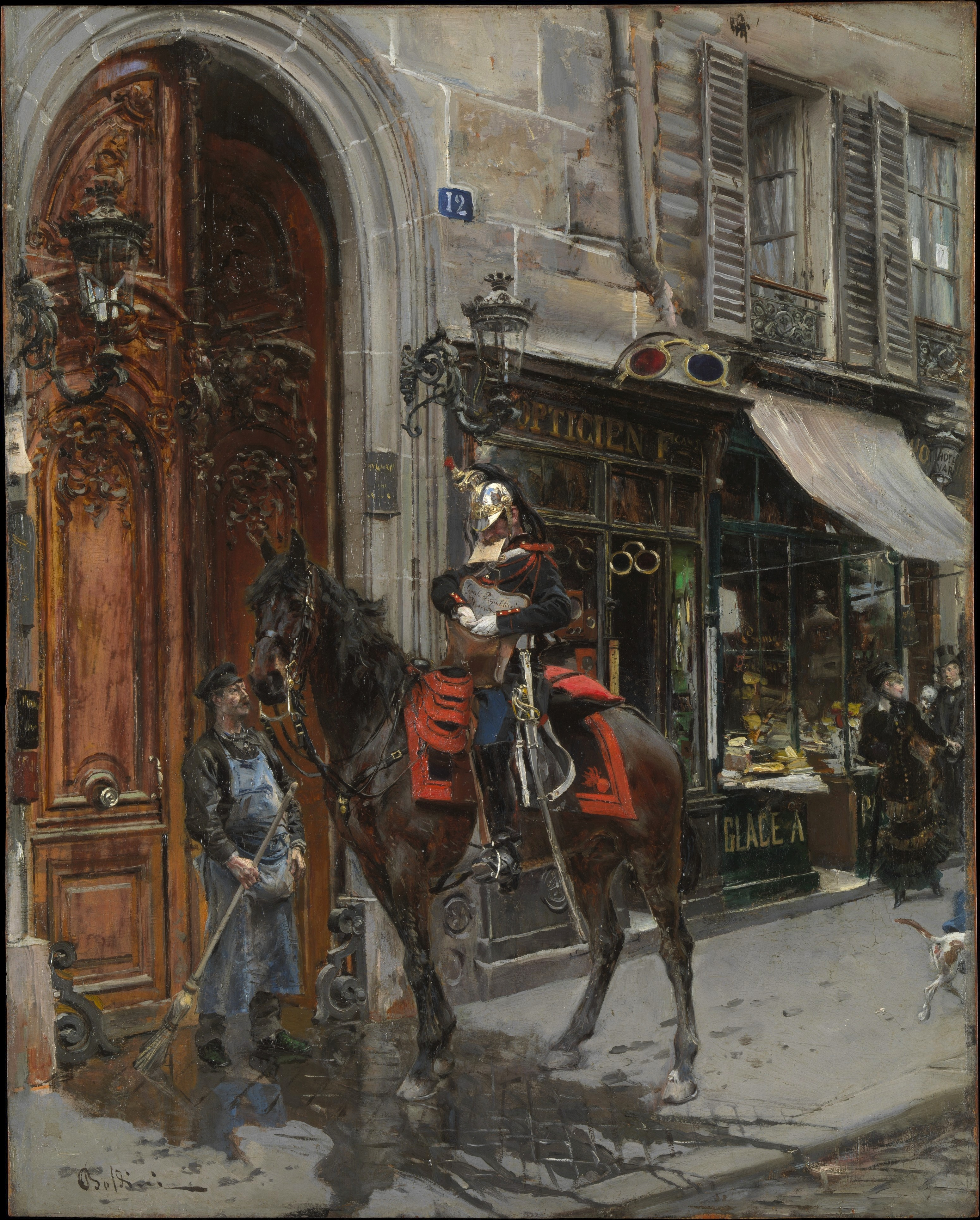
Un garde républicain livrant une dépêche, par Giovanni Boldini (1879).
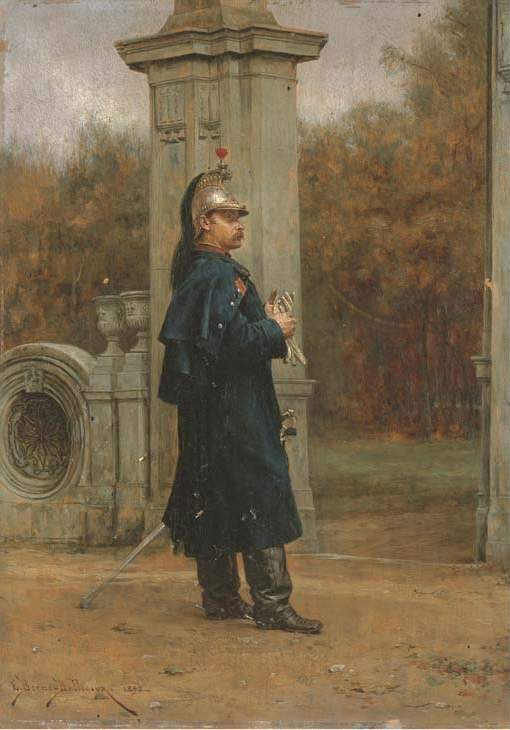
Dragon en 1895, d'après Étienne-Prosper Berne-Bellecour.
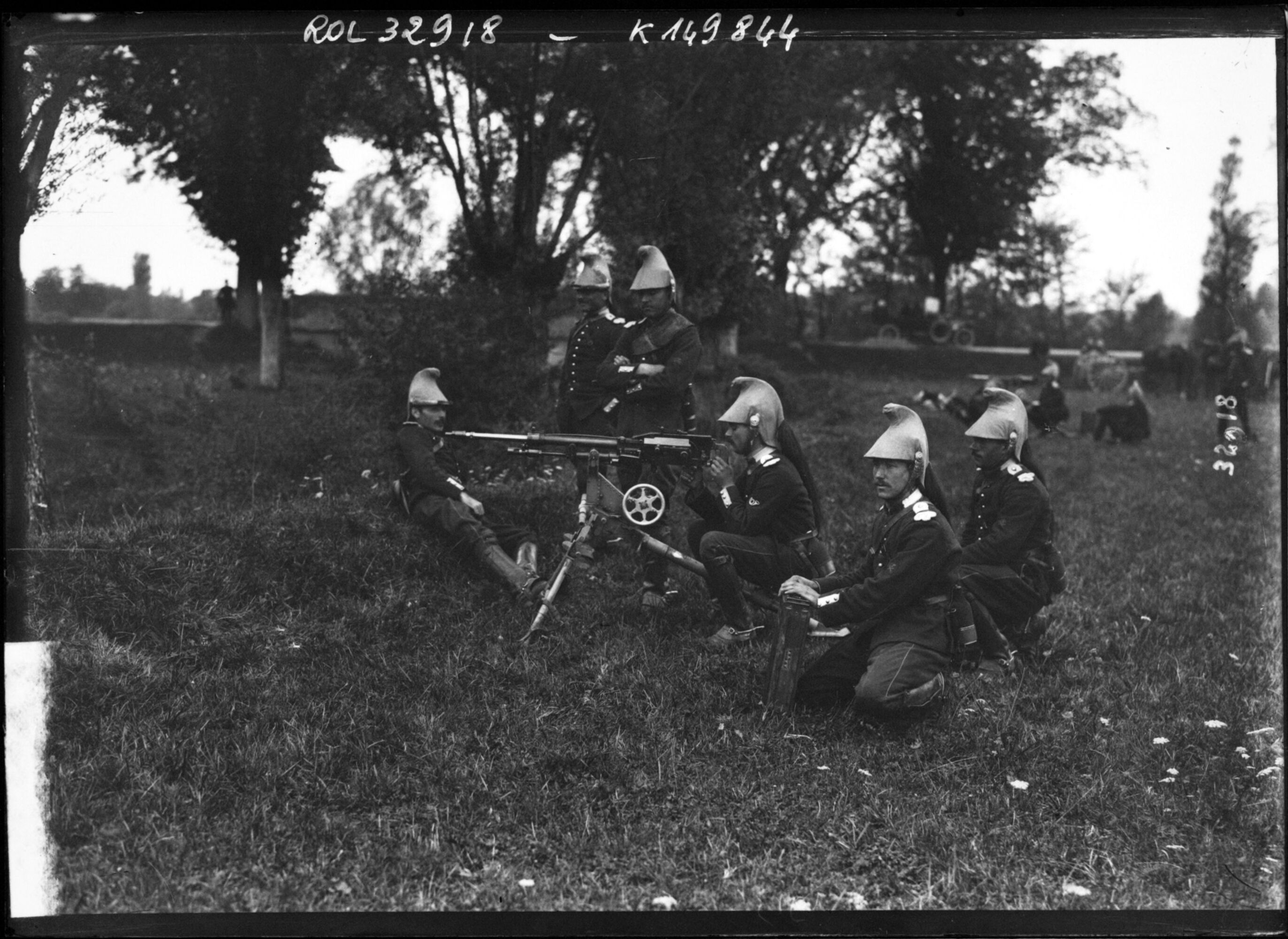
Dragons aux manœuvres de 1913.
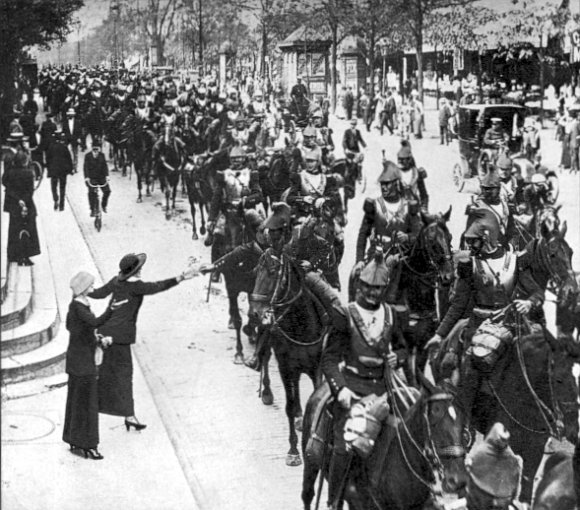
Cuirassiers, coiffés du casque « à la romaine » hérité de la cavalerie lourde des guerres napoléoniennes, quittant Paris début août 1914.
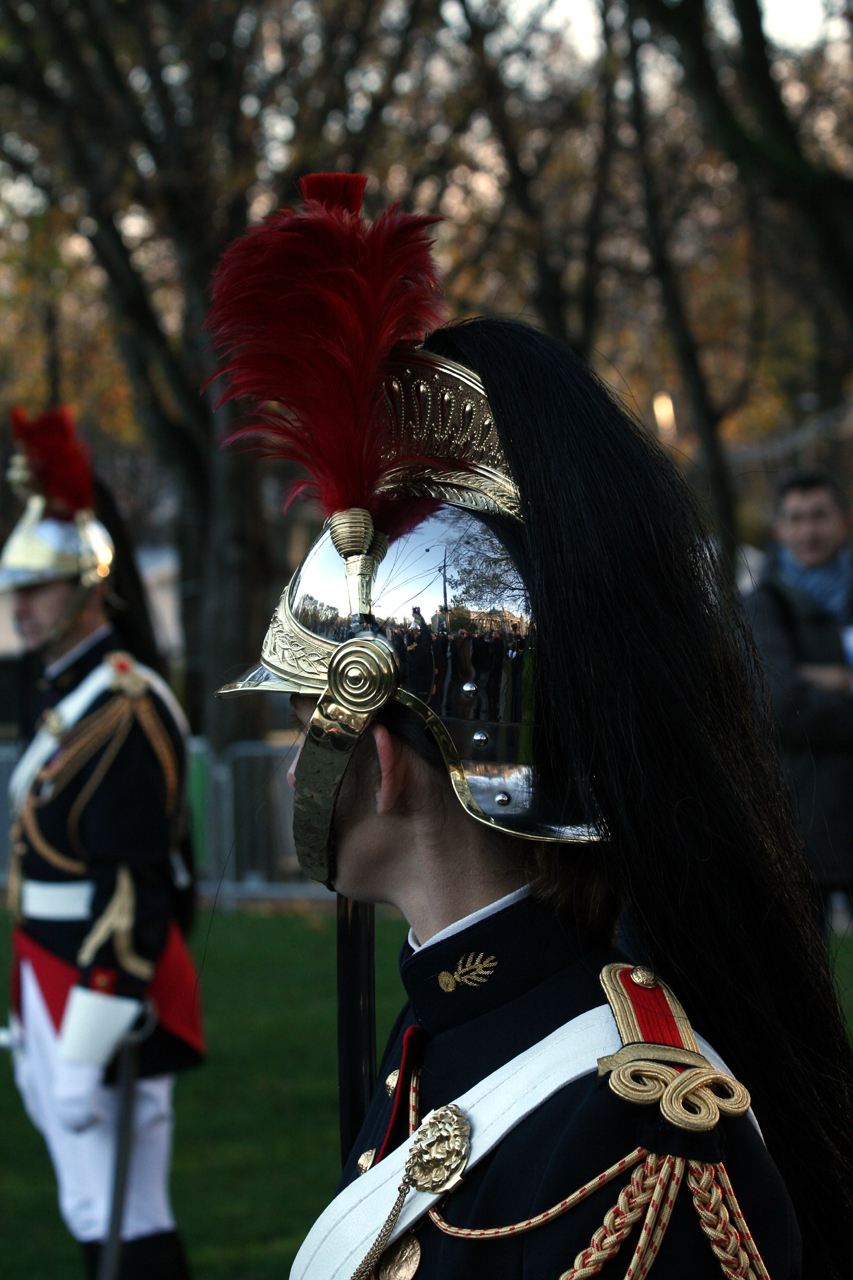
Casque de la cavalerie de la Garde républicaine (novembre 2008).

## Armées italiennes aux époques moderne et contemporaine

### République italienne
Le Reggimento Corazzieri, garde d'honneur du président de la République italienne constituée d'une compagnie d'élite des carabinieri, à l'instar de la Garde républicaine française, est coiffé d'un casque « à la romaine » pour ses missions protocolaires.

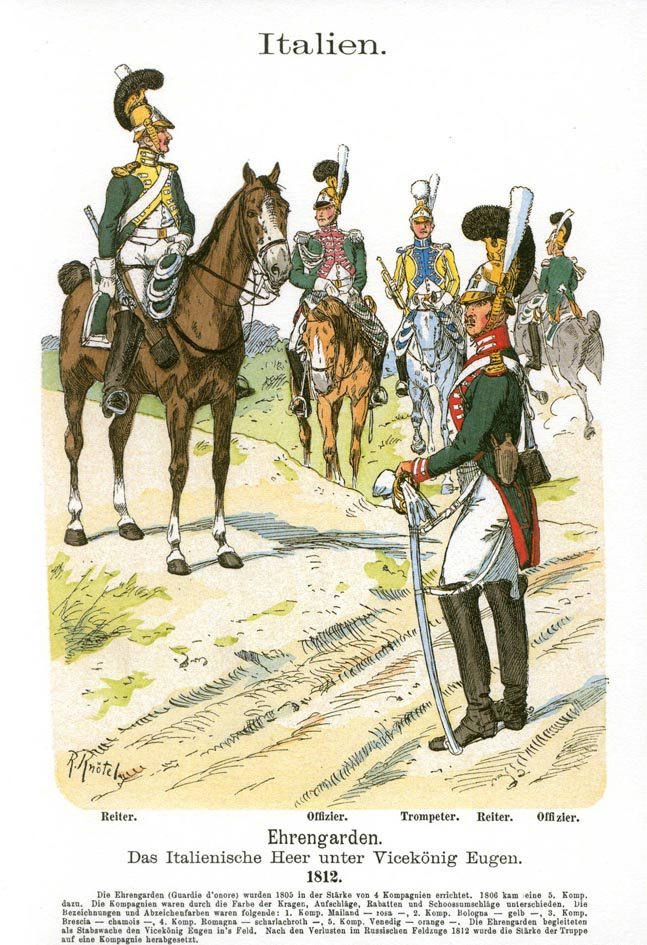
Gardes d'honneur du vice-roi d'Italie Eugène de Beauharnais en 1812, d'après Richard Knötel.
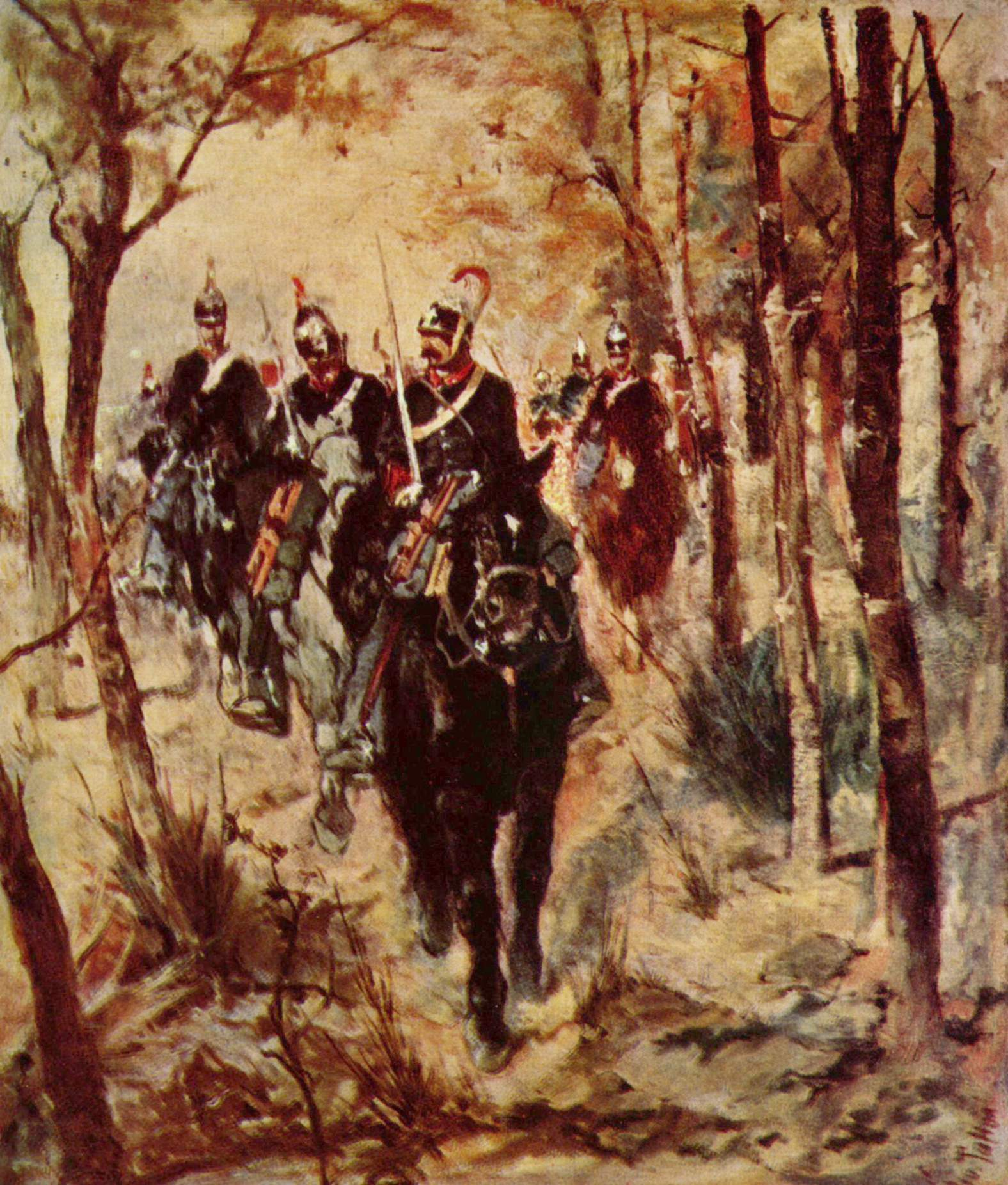
Dragons italiens, par Giovanni Fattori (seconde moitié du XIXe siècle).
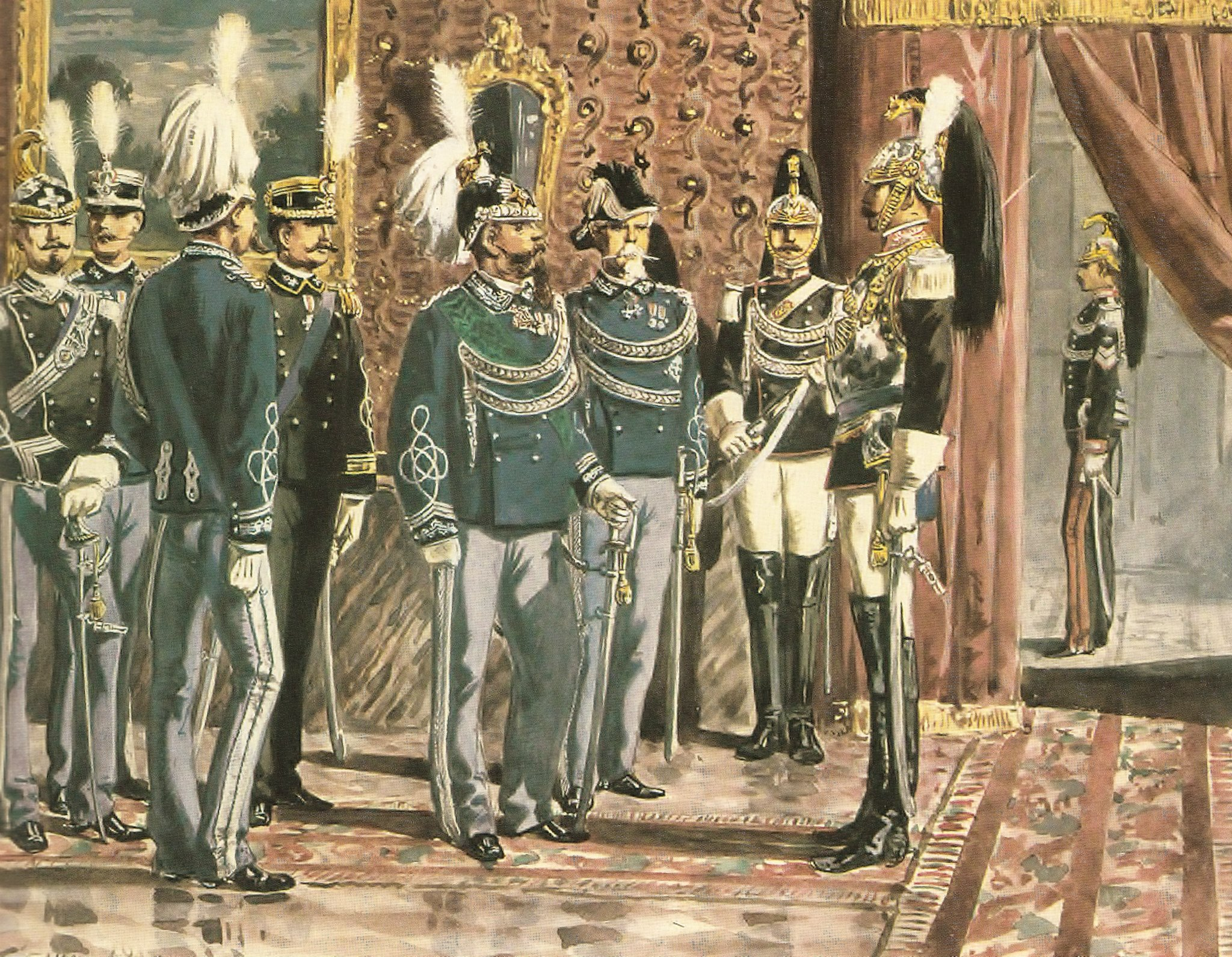
Le roi Victor-Emmanuel II au palais du Quirinal en 1870.
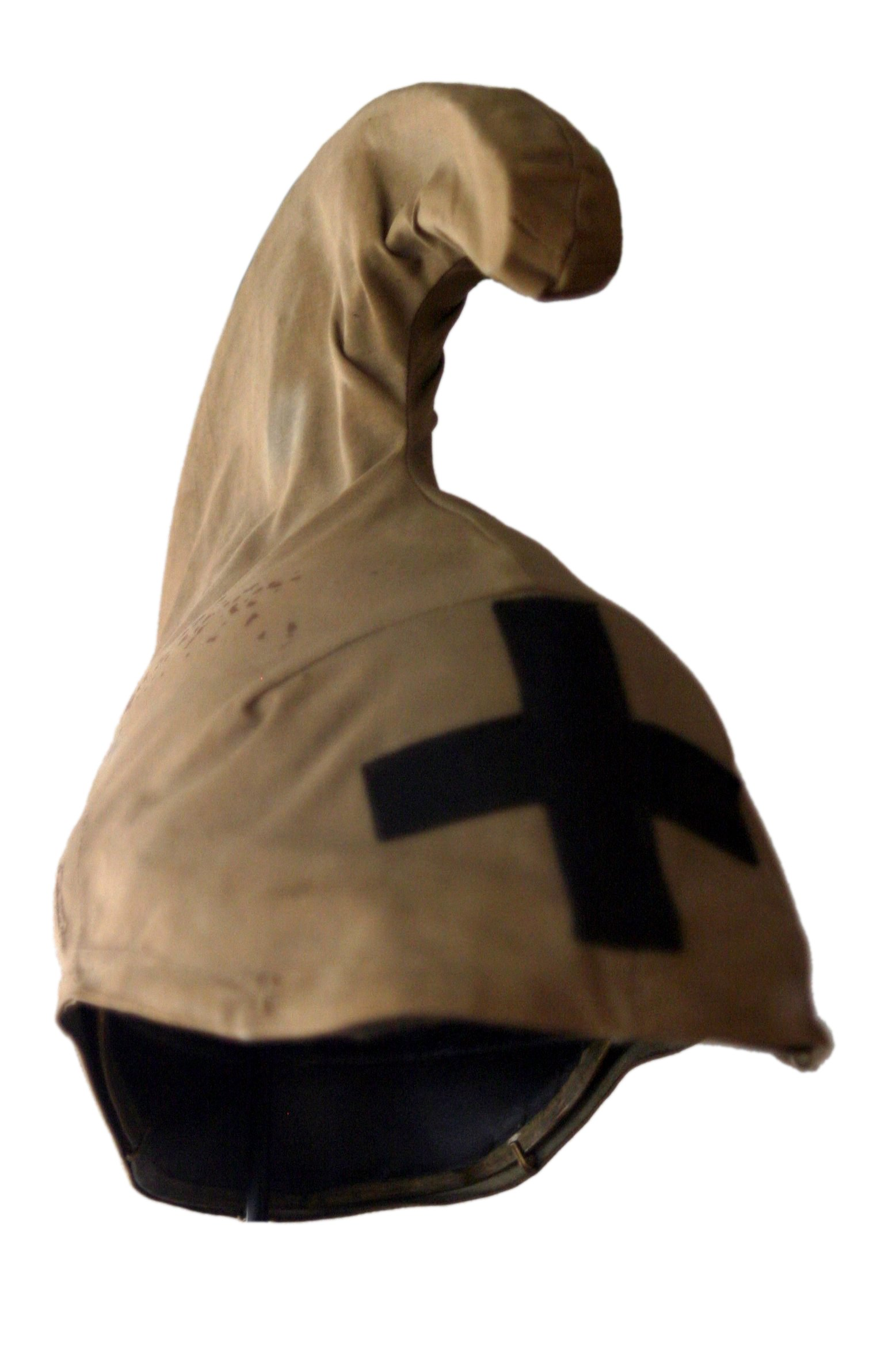
Casque du régiment de dragons Royal-Italien, recouvert de sa housse, à la veille de la Première Guerre mondiale.
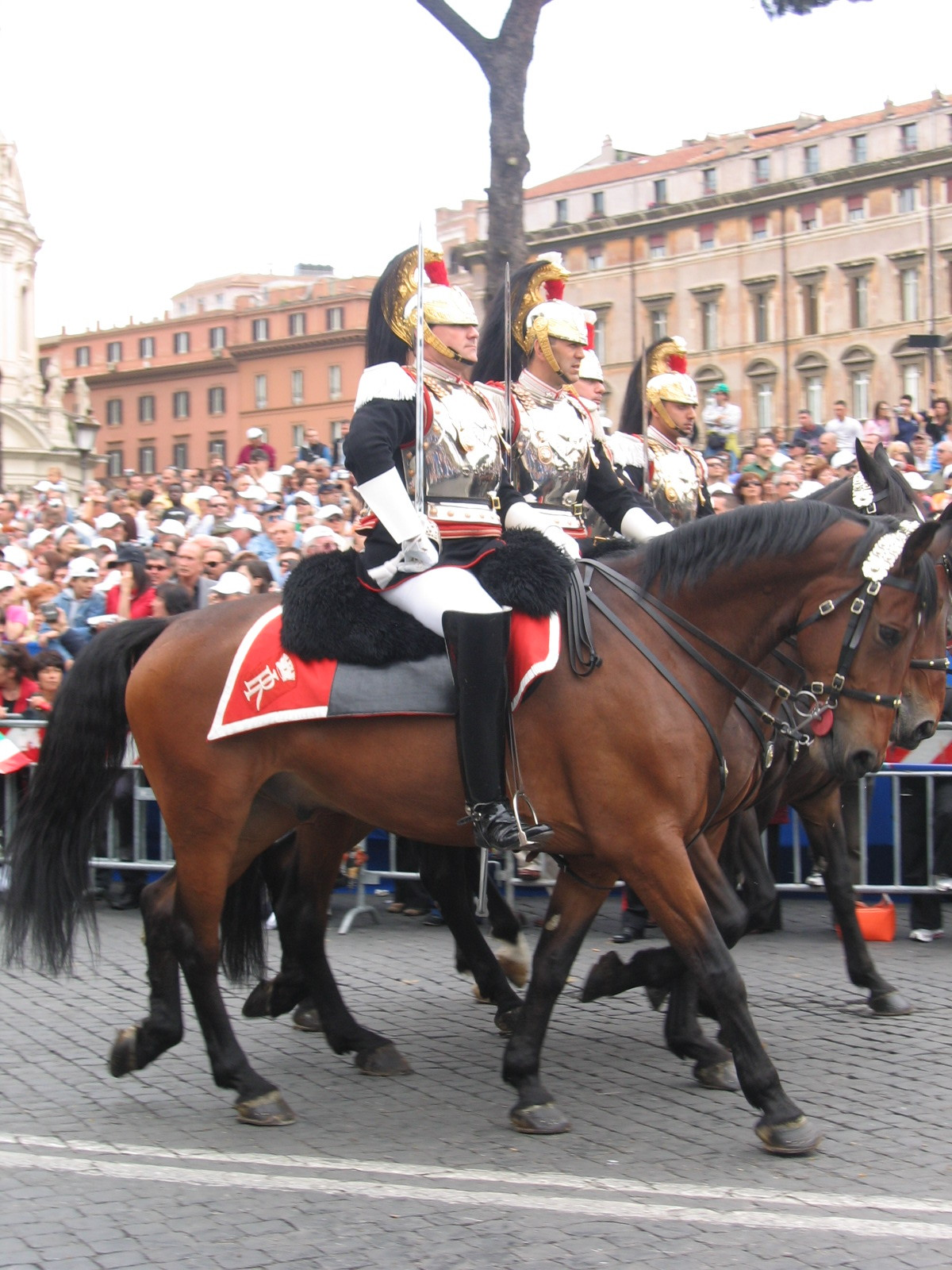
Corazzieri de la garde présidentielle en 2006.

## Symbole allégorique
Le casque « à l'antique » ou « à la romaine » fut régulièrement représenté par les peintres de genre traitant des batailles antiques ou des thèmes mythologiques, ainsi que par les portraitistes des rois et princes européens pour symboliser de manière allégorique les vertus martiales de ces grands personnages. La « Minerve casquée » est par ailleurs une figure de la statuaire académique apparaissant sur de nombreux bâtiments ou monuments à caractère militaire.
Gérard de Lairesse, dans Le grand livre des peintres ou l'art de la peinture, note « Pierre Teste, dans une gravure d'Hector traîné autour des murs de Troye par Achilles, représente ce dernier, qui comme on sait, était un prince grec, avec un casque à la romaine ... Le Poussin même a donné un casque Romain à des Grecs dans sa mort de Germanicus ».
Dans son Catalogue raisonné de l'œuvre de Sébastien Leclerc, chevalier romain, dessinateur et graveur du cabinet du Roi, Charles-Antoine Jombert décrit l'une des œuvres de l'artiste en ces termes : « 22, marquée 15. Louis XIV debout, habillé à la romaine, casque en tête ». C'est dans cet accoutrement que Charles le Brun dépeint le Roi-Soleil dans l'un de ses tableaux.
Dans de nombreuses armées, le casque « à la romaine » est devenu le symbole distinctif du corps du génie militaire par référence au légionnaire romain, à la fois soldat et constructeur.

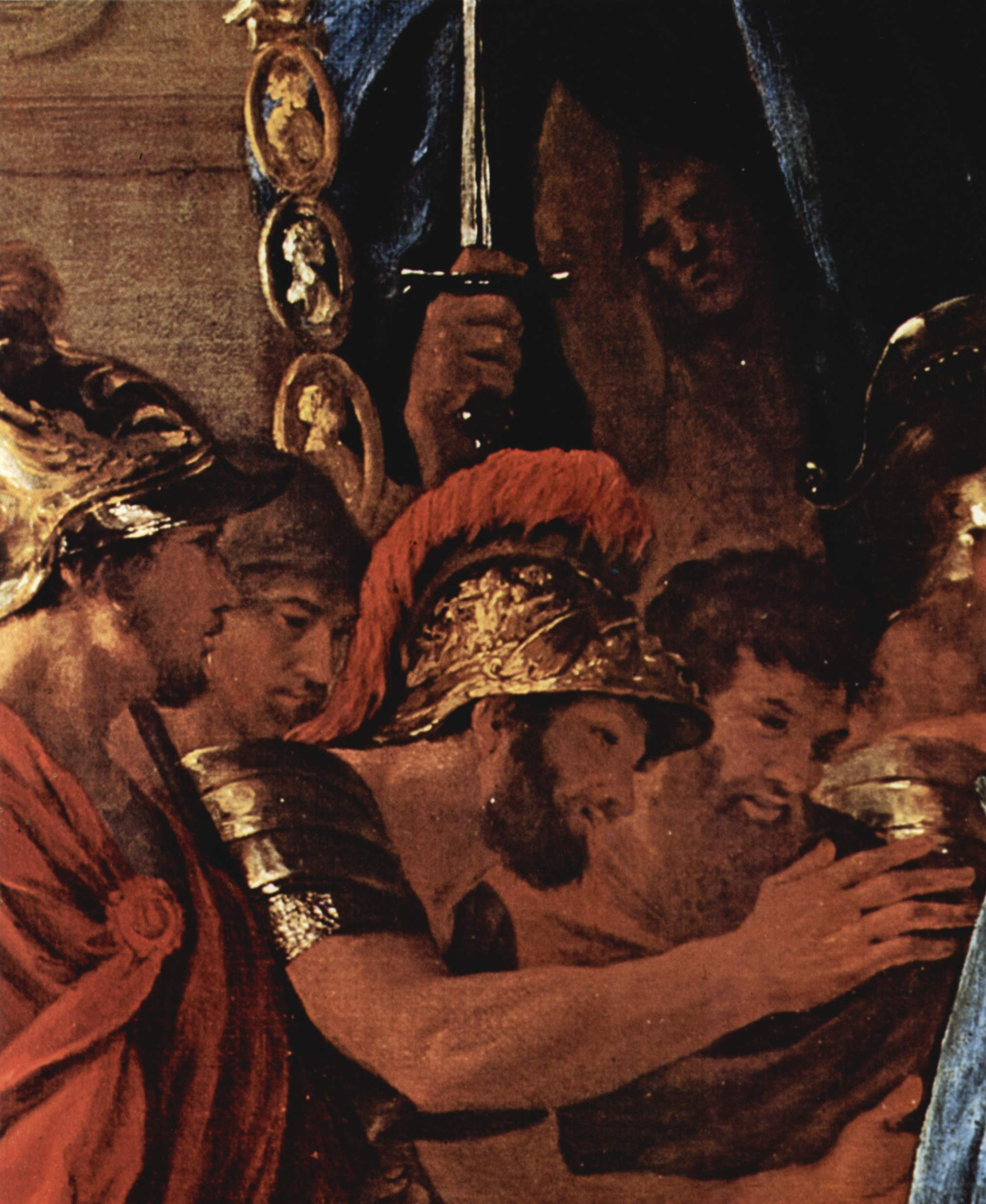
Détail du tableau Mort de Germanicus par Nicolas Poussin.
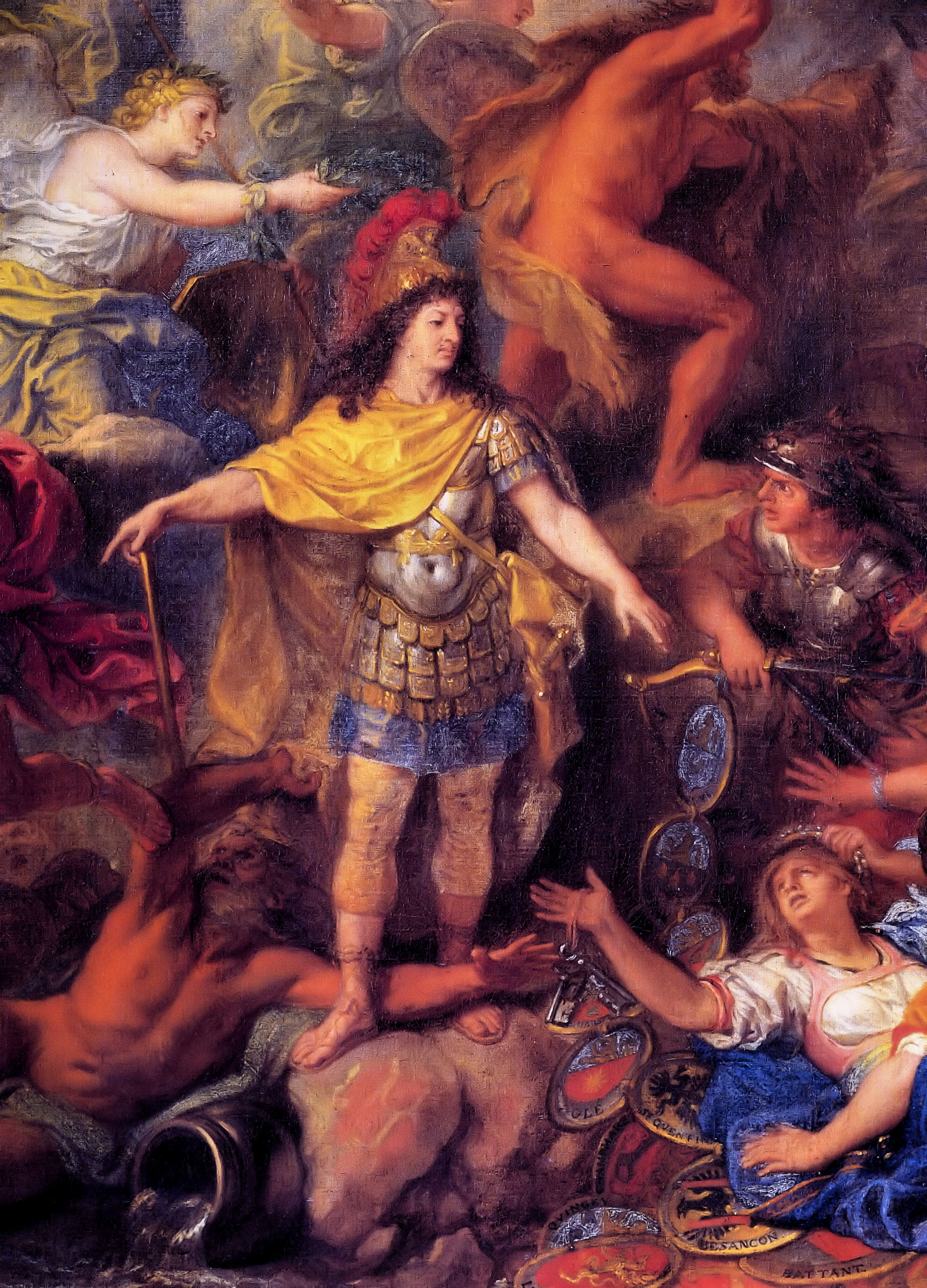
Portrait en pied allégorique de Louis XIV, d'après Charles le Brun.
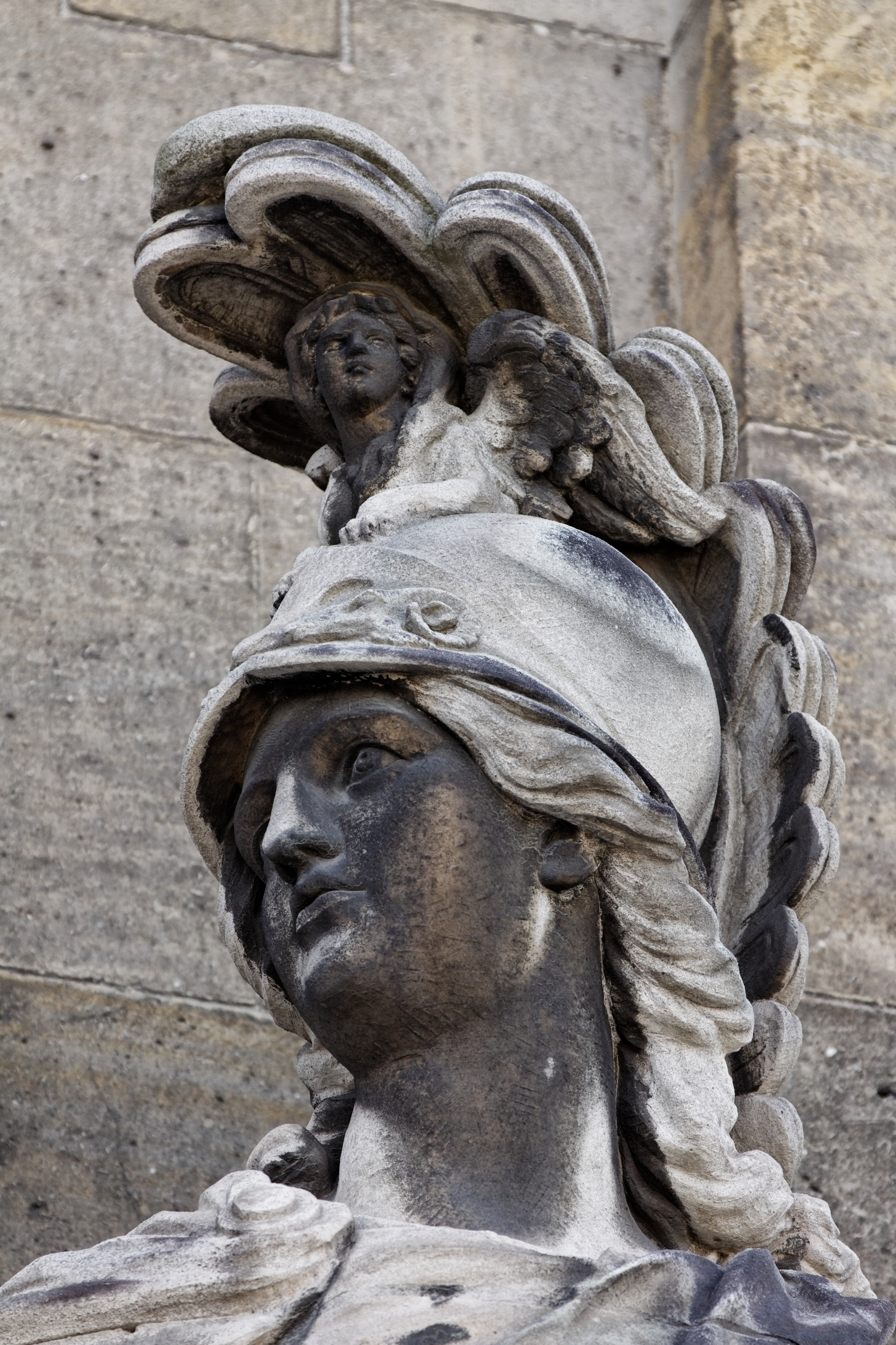
Minerve casquée, façade nord des Invalides.
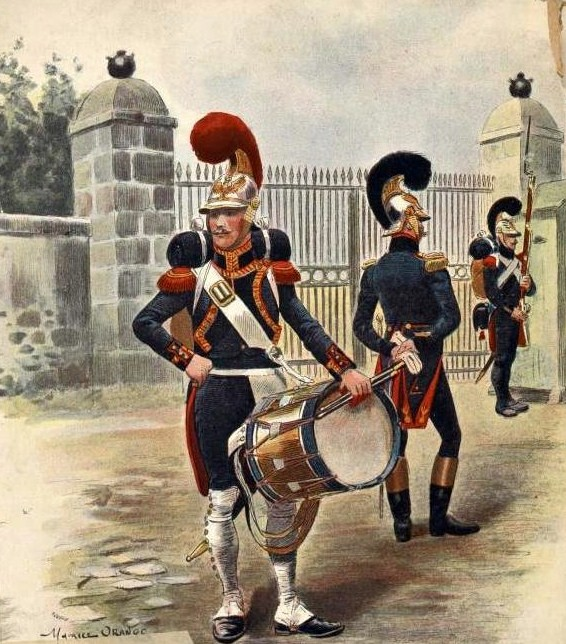
Sapeurs du génie de la Garde impériale, par Maurice Orange.
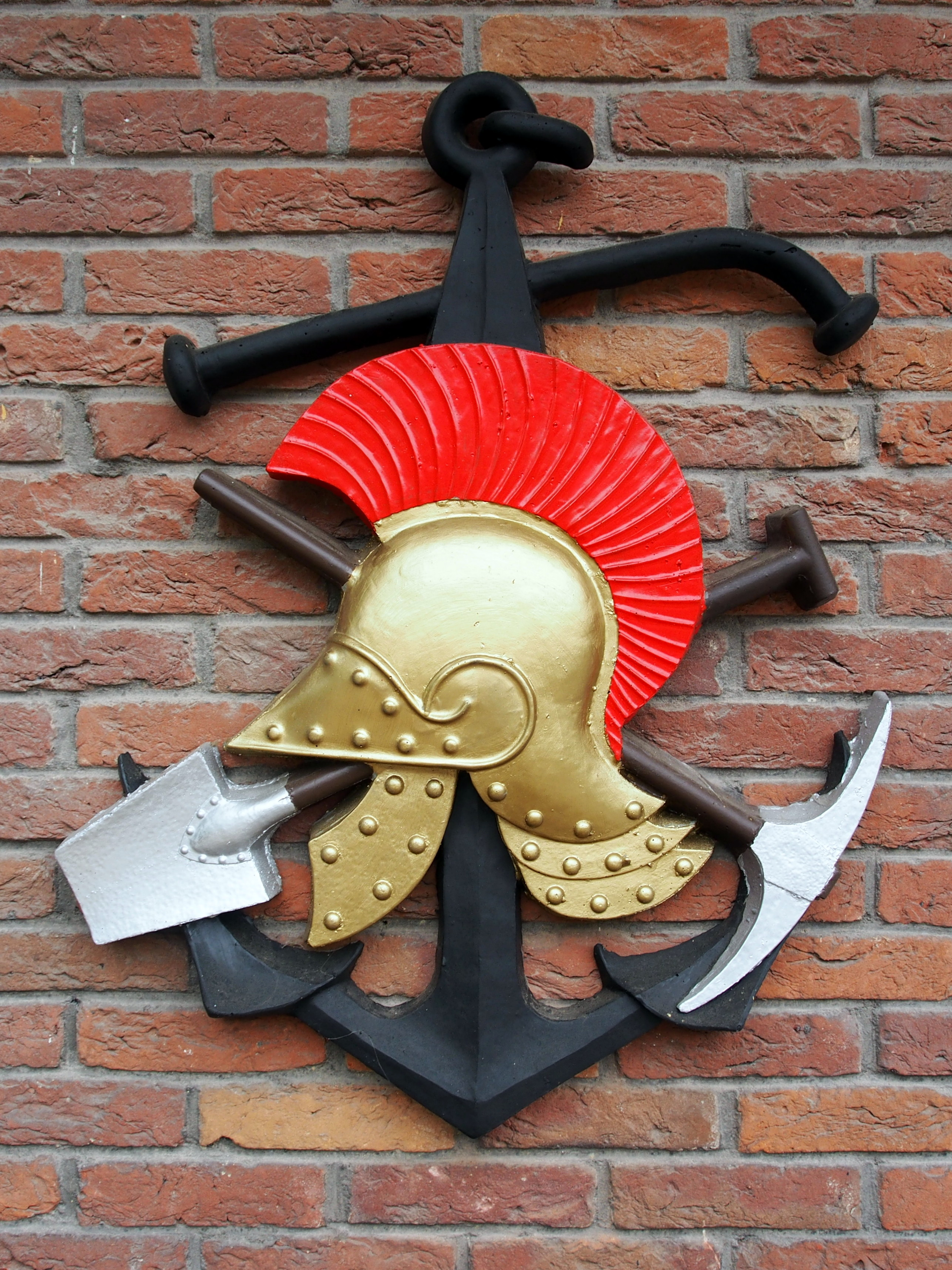
Emblème du génie de l'armée néerlandaise.

### Généralités
- Liliane Funcken et Fred Funcken, L'uniforme et les armes des soldats de la guerre en dentelle, t. 1, Paris, Casterman, 1975, 156 p. (ISBN 2-203-14315-0).
- Liliane Funcken et Fred Funcken, L'uniforme et les armes des soldats de la guerre en dentelle, t. 2, Paris, Casterman, 1976, 154 p. (ISBN 2-203-14316-9).

### France
- Christian Henry Tavard, Casques et coiffures militaires français, J. Grancher, 1981
- Jean-Pierre Baly, « Les gendarmes casqués », Gazette des uniformes, no 168,‎ 1997.
- Georges Dillemann, « Le casque de gendarmerie modèle 1912 », Gazette des uniformes, no 52,‎ novembre-décembre 1979.
- Georges Dillemann, « Les casques de l'artillerie 1902-1914 », Gazette des uniformes, no 54,‎ mars-avril 1980.
- (en) Emir Bukhari (ill. Angus McBride), Napoleon's Cuirassiers and Carabiniers, Osprey Publishing, coll. « Men-At-Arms » (no 64), 1977, 48 p. (ISBN 978-0-85045-096-5, lire en ligne).